# Лагосское соглашение
Лагосское соглашение — дипломатическое соглашение, подписанное в Лагосе 21 августа 1979 года по итогам переговоров сторон, участвовавших в Первой гражданской войне в Чаде.

## Описание
Лагосское соглашение было мирным соглашением, подписанным 21 августа 1979 года представителями одиннадцати враждующих группировок, участников гражданской войны в Чаде. Соглашение было подписано после переговоров проведенных сторонами в Лагосе. Соглашение установило порядок создания Переходного правительства национального единства, которое было приведено к присяге в ноябре 1979 года. По обоюдному согласию Гукуни Уэддей был назначен президентом, Вадель Абделькадер Камуге был назначен вице-президентом, а Хиссен Хабре был назначен министром национальной обороны. Распределение позиций кабинета было сбалансированным между югом, севером, центром и востоком страны, а также между ставленниками соседних государств.

## Последствия
Миссия Организации африканского единства по поддержанию мира, которая должна была заменить французские войска, должна была быть набрана из войск Республики Конго, Гвинеи и Бенина. Однако контингент этих стран так никогда не был отправлен в Чад.
Участники Переходного правительства не доверяли друг другу, и они так и не достигли согласованности в своих действиях. В результате различные группировки не сложили оружие. В январе 1980 года подразделение Вооружённых сил Севера Хабре атаковало силы одной из составляющих групп Фронт национального освобождения Чада в префектуре Уаддай. После этого конфликт разгорелся с новой силой.